# Аквапоника

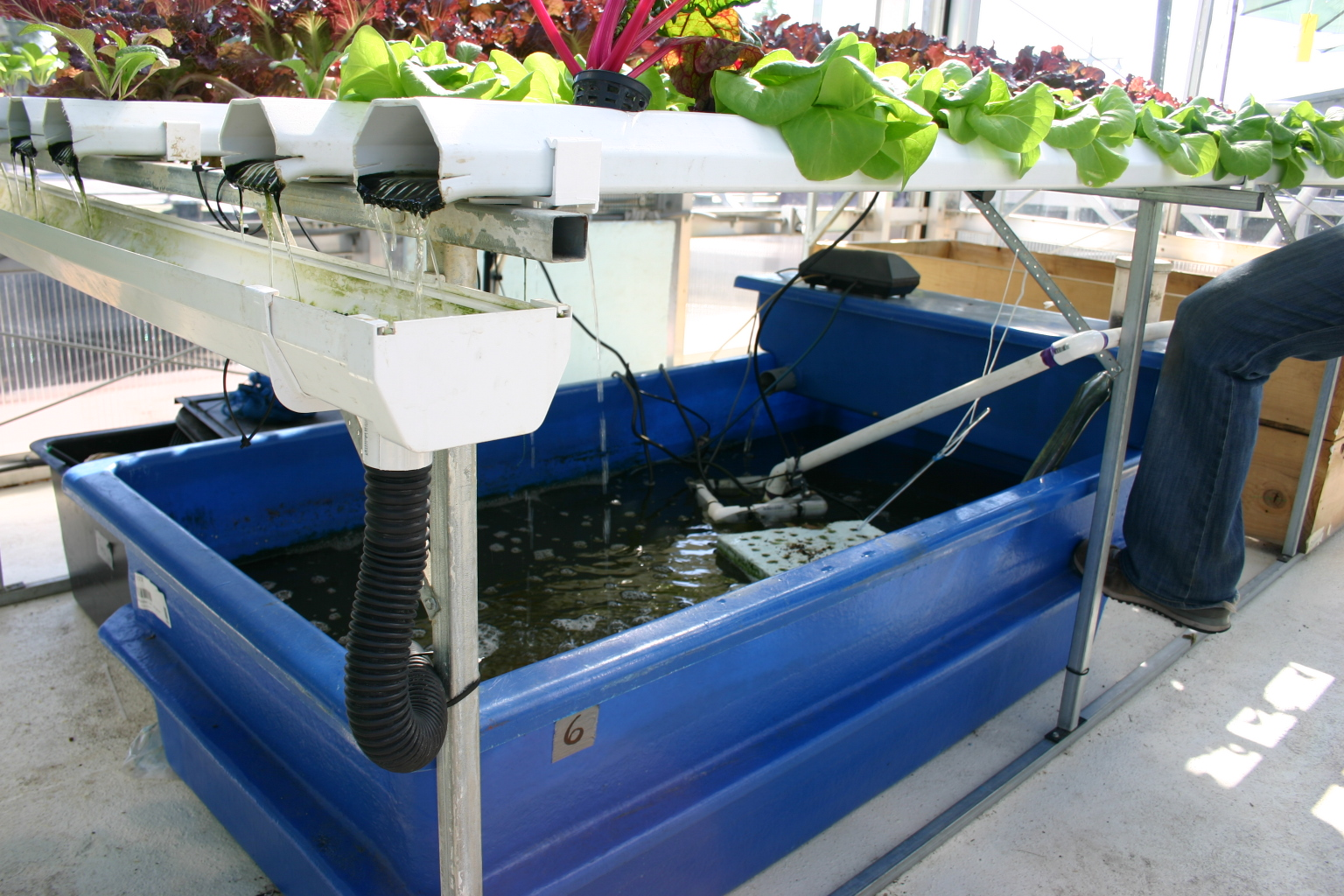
Часть установки для аквапоники. Водный субмодуль с рыбами.

Аквапоника (лат. aqua — вода, греч. πόνος — работа) — высокотехнологичный способ ведения сельского хозяйства, сочетающий аквакультуру (выращивание водных животных) и гидропонику (выращивание растений без грунта).
Аквапоника представляет собой искусственную экосистему, в которой ключевыми являются три типа живых организмов: водные животные (обычно рыбы), растения и бактерии. Такая технология экологически безопасна. Работает по принципу экосистемы рыб и растений: рыбы обеспечивают питание растениям, а растения очищают воду. Суть метода — в использовании отходов жизнедеятельности водных животных (рыб, креветок) в качестве питательной среды для растений. Водные животные выделяют токсичные для них самих продукты жизнедеятельности: азотистые, калийные, фосфорные соединения, углекислый газ. Накопление этих веществ в воде представляет главную проблему как в замкнутой промышленной аквакультуре, так и в простом аквариуме.  Эти же вещества абсолютно необходимы в гидропонике, и их добавляют в воду для получения питательных растворов для растений. В аквапонике эта проблема решается сама собой: продукты жизнедеятельности рыб утилизируются бактериями и растениями.

## История
Аквапоника имеет древние корни, хотя существует несколько вариантов её возникновения:
- Ацтеки культивировали острова — чинампы — в системе, которую называют первой формой аквапоники для сельскохозяйственного использования[1][2], где растения выращивались на закреплённых (иногда плавучих) на мелководье озера островах, а отработанные материалы извлекались из каналов чинампы, окружающие города использовались для орошения растений вручную[1][3].
- Южный Китай, Таиланд и Индонезия, которые возделывают и выращивают рис на заливных полях в сочетании с рыбой, приводятся в качестве примеров первых видов аквапоники[4]. Эта поликультурная (выращивание различных видов в одной природной территории, например в пруду) система ведения сельского хозяйства существовала во многих странах Дальнего Востока. На заливных полях выращивались такие виды рыб, как озёрный голец[англ.], голец (лат. Misgurnus anguillicaudatus)[5], азиатский болотный угорь[англ.] (лат. Monopterus albus), сазан (лат. Cyprinus carpio), золотой карась (лат. Carassius carassius)[6], а также живородки (лат. Viviparidae)[7][8]. Рыба — ценный продукт и не только удобряет воду, но и помогает бороться с вредителями и сорняками.

Термин «аквапоника» появился не так давно, однако очевидные преимущества совместного выращивания растений и рыбы люди научились использовать с древних времен.
Бурное развитие аквакультуры и, особенно, гидропоники в XX веке привело и к научному осмыслению аквапоники.

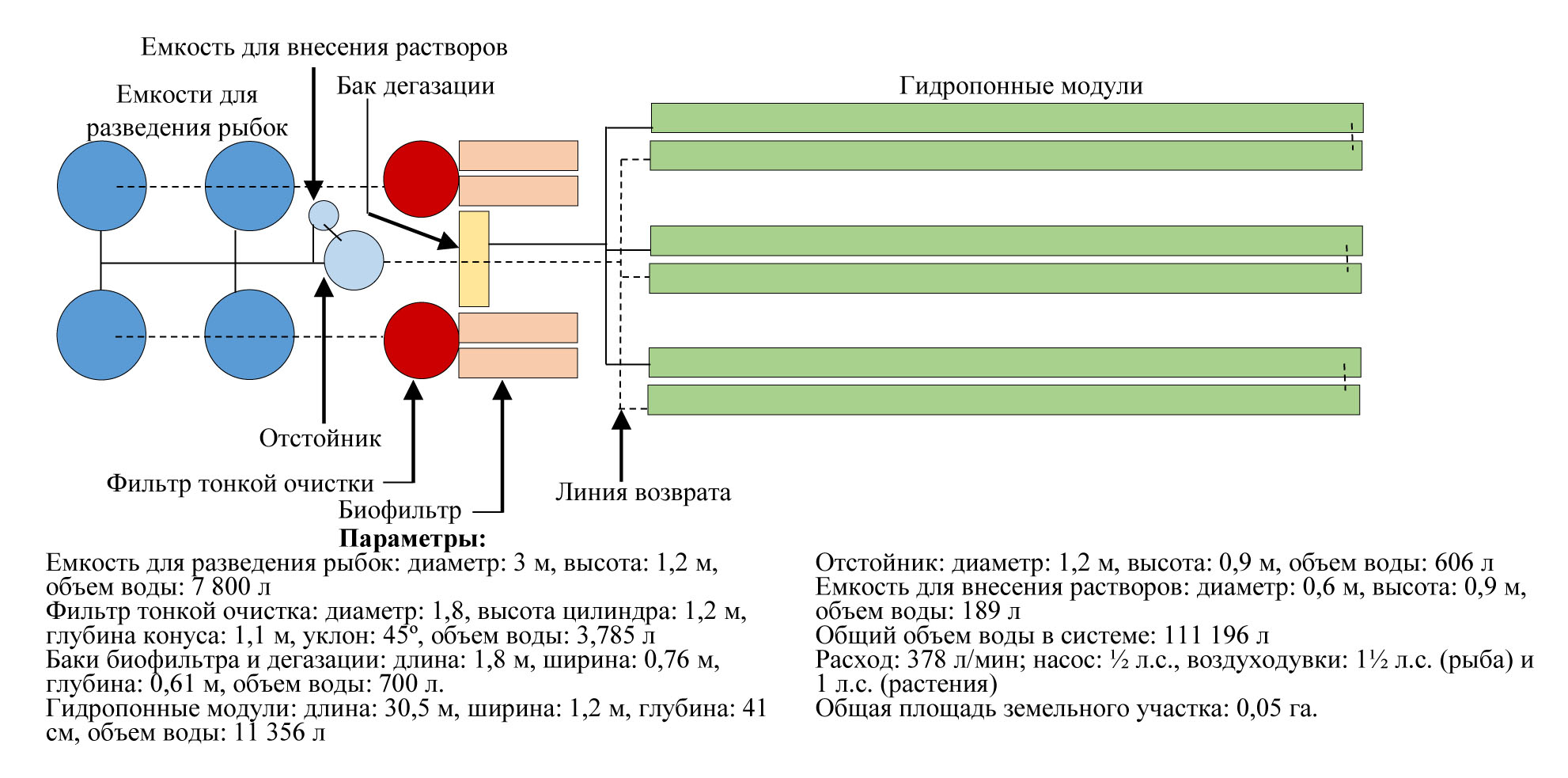
Схема аквапоники в Университете Виргинских островов (UVI), позволяющая получать 5 тонн тилапии в год

Плавающие системы аквапоники на поликультурных рыбных прудах устанавливались в последние годы в Китае при выращивании в больших объёмах риса, пшеницы, канн и других культур, эти сооружения по площади превышали 2,5 акра (10 000 м2).
Развитие современной аквапоники связывают с разнообразными работами Института Нью Алкеми и доктора Марка МакМартри и др. в Университете штата Северная Каролина. Вдохновлённые успехами института Нью Алкеми и методов поршневых аквапоник, разработанных доктором Марка МакМертри и др., другие институты вскоре последовали их примеру. Начиная с 1997 года доктор Джеймс Ракоси и его коллеги из Университета Виргинских островов исследовали и разработали использование глубоководных культур в гидропонных растущих слоях в системе крупномасштабной аквапоники.
Первые исследования аквапоники в Канаде представляли собой небольшую систему, добавленную в существующую аквакультуру на научно-исследовательской станции в Летбридже, Альберта. Они увидели рост установок аквапоники на протяжении 90-х годов, преимущественно в виде доходных сооружений, увеличивающих урожай дорогостоящих культур, таких как форель и салат. Установка базируется на основе глубоководной системы, разработанной в Университете Виргинских островов, и построена в теплице при Бруксе, Альберта, где доктор Ник Савидов и его коллеги исследовали аквапонику на фоне аграрных наук. Команда получила данные о быстром росте корней в системах аквапоники и на замыкании цикла отходов; обнаружили, что в силу определённых преимуществ в системе, по сравнению с традиционной аквакультурой, система может работать хорошо на низком уровне рН, который благоприятен для растений, но не для рыбы.
Аквапонные системы не уступают в производительности ни гидропонике, ни аквакультуре. Канадский исследователь Ник Савидов высказал идею о том, что особая микробиологическая среда, образующаяся в аквапонных системах, позволяет добиться более высоких урожаев, чем в традиционной гидропонике. Наиболее эффективным в аквапонике является выращивание зелени, рассады декоративных растений, а из рыб чаще выращивают тилапию, клариевого сома, карпа.
Основной проблемой в аквапонике является точное соблюдение хрупкого баланса разных, но взаимозависимых характеристик воды — жизненной среды для животных, растений и бактерий. Температура воды определяется, прежде всего, потребностью растений. Культивируемые в аквапонике растения требуют теплой воды, поэтому в аквапонике используются теплолюбивые животные. Затраты на поддержание необходимой температуры и освещения являются серьёзным ограничением развития аквапоники даже в умеренном климате (с теми же трудностями встречаются гидропоника и аквакультура).

## Компоненты
Аквапоника состоит из двух основных частей: аквакультура — для выращивания водных животных, и гидропоника — для выращивания растений.
Сточные воды, образующиеся в результате недоеденного корма или жизнедеятельности выращенных животных, таких как рыбы, накапливаются в воде из-за замкнутой циркуляции  в большинстве аквакультурных систем. Богатая стоками вода становится токсичной для водных животных при большой концентрации, но в то же время содержит питательные вещества, необходимые для роста растений. Несмотря на то, что аквапоника состоит в основном из этих двух частей, аквапонные системы, как правило, сгруппированы в несколько компонентов или подсистем, отвечающих за эффективное удаление отходов, добавления основы для нейтрализации кислот или для обогащения воды кислородом. Типичные компоненты включают в себя:
- Ёмкость для разведения: баки для разведения и корма рыб;
- Отстойник: агрегат для ловли остатков корма, отделившейся биопленки и для отделения мелких частиц;
- Биофильтр: место, где нитрифицирующие бактерии могут расти и превращать аммиак в нитраты, необходимые для растений[14];
- Гидропонные подсистемы: часть системы, где растения выращиваются путём поглощения избыточных питательных веществ из воды;
- Поддон: самая низкая точка в системе, куда поступает вода и из которой она поднимается обратно в баки.

В зависимости от сложности и стоимости аквапонной системы, ёмкости для отходов, биофильтров и/или гидропонных подсистем могут быть объединены в одну секцию или подсистему, которая не допускает перетекание воды из аквакультурной части системы в гидропонную часть. Аквапоника даёт возможность существенно сократить, а в ряде случаев и свести к нулю, сброс сточных вод.

### Растения: гидропоника
Растения выращивают в системах гидропоники, где их корни погружают в богатые питательными веществами сточные воды. Это позволяет им отфильтровать аммиак, который является токсичным для водных животных, или его метаболитов. После того как вода проходит через гидропонную подсистему, её очищают и кислородом, и она может вернуться к резервуарам аквакультуры. Этот цикл непрерывен. Общие требования гидропонных систем в аквапонике включают в себя:
- Аквапонные глубоководные плоты[англ.]: пенопластовые плоты, плавающие в желобах относительно глубокой аквакультуры;
- Циркуляция аквапоники: твёрдые носители, такие как россыпи гравия или глины, содержащиеся в контейнере, в который заливается вода из аквакультуры. Этот тип также известен как замкнутая система аквапоники.
- Поршневая аквапоника: твёрдые носители в контейнере, который попеременно заполняется и осушается посредством использования различных типов канализационных сифонов. Этот тип аквапоники также известен как аквапонная система осушения и заполнения водой, или аквапоника отлива-и-потока.
- В других системах используются вышки, сверху которых струйкой подаются питательные вещества в слой технических каналов, горизонтальные трубы ПВХ с отверстиями для горшков, в разрезанные пополам пластиковые бочки с гравием или плотами на них.

Каждый способ имеет свои преимущества.
Большинство зеленолистных овощей хорошо растут в гидропонных системах, такие как китайская капуста, салат латук, базилик, шиповник, помидоры, бамия, канталупа (дыня) и перец. Другие виды овощей, которые хорошо растут в аквапонной системе, включают бобы, горох, кольраби, кресс-салат, таро, редьку, землянику, тыкву, лук, турнепс, пастернак, сладкий картофель и зелень. Так как растения на разных стадиях роста требуют различного количества минералов и питательных веществ, урожай собирают в шахматном порядке: в то время как одни части засеивают, на других растения уже созревают. Это обеспечивает стабильное содержание питательных веществ в воде из-за постоянной симбиотической очистки воды от токсинов.

### Животные: аквакультура
Пресноводные рыбы — одни из наиболее распространённых водных животных, которых разводят с помощью аквапоники, хотя иногда используют и пресноводных раков и креветок. На практике выяснено, что тилапия наиболее популярна для домашних и коммерческих проектов, предназначенных для разведения съедобной рыбы, хотя также используются и баррамунди, серебряный окунь, обыкновенный пресноводный угрехвост, нефритовый окунь и треска Мюррей. Для умеренного климата, когда нет возможности или желания сохранять температуру воды, синежаберный солнечник и сом являются самыми подходящими видами рыб для домашних аквапонных систем. Карпы кои и золотые рыбки также могут использоваться в аквапонных системах, если рыба в системе не должна быть съедобной.
Специфическим ограничением развития аквапоники является необходимость сочетания равно высокой компетенции как в гидропонике, так и в рыбоводстве.
Дыхание, полноценное питание рыб и денитрификация требуют достаточного количества растворенного в воде кислорода. Необходимый уровень кислорода поддерживается за счёт аэрации или оксигенации. CO2, как продукт дыхания, должен эффективно удаляться из системы.

### Бактерии
Аммиак является основным продуктом микробиологического разложения отходов жизнедеятельности рыб, которые они выделяют в воду. При наличии растворённого в воде кислорода аэробные бактерии окисляют аммиак и его газообразные производные амины с образованием нитритов и нитратов. Это снижает токсичность воды для рыб и позволяет растениям удалить образующиеся соединения нитратов, используя их для собственного питания. Нитрификация, аэробное превращение аммиака в нитраты, которое является одной из наиболее важных функций в системе аквапоники.
Подобный процесс аналогичен биоремедиации. Колонии особых бактерий в аквакультуре замкнутого цикла населяют, главным образом, субстрат биофильтры, а в аквапонике — ещё и корневую систему и субстрат растений. Так, бактерии очищают воду от токсичных для рыб веществ, a растения потребляют растворённые в воде нитраты, азот, фосфор, углекислый газ и в некоторой степени обогащают кислородом воду, которая может быть возвращена рыбам.
В аквапонике не используются гербициды и пестициды, так как они губительны для бактерий и животных. По этой же причине требуется внимательный подход к выбору и дозировке питательных добавок для растений.
Аммиак неуклонно выпускается в воду через жабры и экскременты рыб, как продукт их метаболизма, и должен быть отфильтрован из воды, так как высокие концентрации аммиака (обычно между 0,5 и 1 части на миллион) могут убить рыбу. И хотя растения могут поглощать аммиак из воды, в некоторой степени, нитраты легче усваиваются, таким образом эффективно снижая токсичность воды для рыб. Аммиак может преобразовываться в другие азотистые соединения через следующие здоровые популяции:
- Нитромонады[англ.]: бактерии, которые превращают аммиак в нитриты, и
- Нитробактерии[англ.]: бактерии, которые превращают нитриты в нитраты.

В аквапонной системе бактерии, ответственные за этот процесс, образуют биоплёнку на всех твёрдых поверхностях системы, которые находятся в постоянном контакте с водой. Корни овощей, погруженные под воду, имеют большую площадь поверхности, где может накапливаться много бактерий. Одновременно с концентрацией аммиака и нитритов в воде, площадь поверхности определяет скорость, с которой происходит нитрификация. Уход за колониями этих бактерий важен для регуляции полного усвоения аммиака и нитритов. Вот почему большинство аквапонных систем содержат секцию с биофильтром, который помогает облегчить рост этих микроорганизмов. Как правило, после того как система стабилизирует уровень аммиака в диапазоне от 0,25 до 2,0 частей на миллион, нитриты стабилизируются в диапазоне от 0,25 до 1 части на миллион, а содержание нитратов в диапазоне от 2 до 150 частей на миллион. Во время запуска системы скачки уровней могут возникнуть у аммиака (до 6,0 частей на миллион) и нитрита (до 15 промилле), у нитратов пик концентрации наступает позже фазы запуска. Поскольку процесс нитрификации окисляет воду, могут быть добавлены безнатриевые основы, для нейтрализации рН воды, такие как гидроксид калия или гидроксид кальция, если недостаточно существующего естественного количества для буферизации окисления. Кроме того, отборные минералы или питательные вещества, такие как железо, могут быть добавлены в дополнение к рыбным отходам, они служат в качестве основного источника питательных веществ для растений.
Хороший способ борьбы с накоплением твердых веществ в аквапонике является использование червей, которые сжижают твердые органические вещества так, что они могут быть использованы растениями и/или другими животными системы (см. Вермипоника).

## Функционирование
Пять основных потребляемых элементов системы — вода, кислород, свет, корма для водных животных и электричество для накачивания воды, её фильтрации и насыщения кислородом. Икра или мальки могут быть добавлены в систему на замену выросшей рыбы, которая, в свою очередь, извлекается для сохранения стабильности системы. Типичные показатели пропорций: от 0,5 до 1 квадратного фута пространства для разведения на каждый 1 галлон США (3,8 л) аквакультуры воды в системе.  1 галлон США (3,8 л) воды может поддерживать 0,5 фунтов (0,23 кг) и 1 фунт (0,45 кг) рыбных запасов в зависимости от аэрации и фильтрации. Десять Основных руководящих принципов создания успешной аквапонной системы опубликованы доктором Джеймсом Ракоси, директором научно-исследовательской аквапонной команды в Университета Виргинских островов, на основе обширного исследования, проведённого в рамках аквакультурной программы на Сельскохозяйственной опытной станции:
- Используйте долю кормления в соотношении с расчётами конструкции;
- Сохраняйте постоянность в подаче кормления;
- Добавляйте кальций, калий и железо;
- Обеспечивайте хорошую вентиляцию (аэрацию);
- Удаляйте произведённые твёрдые тела (отходы);
- Будьте осторожны с агрегатами;
- Негабаритные трубы;
- Используйте биологическую борьбу с вредителями;
- Обеспечивайте достаточную биофильтрацию;
- Контролируйте pH.

### Источник кормления
Как и во всех системах, основанных на аквакультуре, сырьё для кормления содержит рыбную муку низких сортов. Текущее состояние естественных рыбных отходов делает эту практику нерациональной. Органический корм для рыбы может оказаться альтернативой для решения этой проблемы. Другие варианты предлагают, например, выращивание ряски в аквапонной системе, которой также будут кормить рыбу, избыток червей в компосте вермикультуры, использующем кухонные отходы, также хорошо выращивать мух семейства Львинки, чтобы накормить на рыбу с помощью компоста, переработанного личинками.
Если выращенные растения или часть их скармливать рыбам, аквапоника даёт возможность сэкономить на покупке корма для животных.

### Использование воды
Аквапонная система не использует типичный слив воды или водообмен в его обычном смысле, вместо этого используя рециркуляцию в замкнутом пространстве и  повторное использование воды, что является очень эффективным. Система зависит от взаимоотношений между животными и растениями, для поддержания стабильной водной среды, при поддержании минимальных колебаний уровней питательных веществ и кислорода в окружающей среде. Вода добавляется только для замены потерь из поглощения и транспирации растениями, выпаривания в воздух из поверхностных вод, переполнения из-за осадков и вследствие удаления биомассы в виде твердых отходов системы. В результате, аквапоника использует примерно 2% воды, от того количества, которое обычно требуется для орошения в сельском хозяйстве при выращивании аналогичной овощной продукции. Это позволяет аквапонике производить обе культуры — рыбу и урожай —  в районах, где вода или плодородная земля дефицитны. Аквапонные системы также могут быть использован для репликации управляемыми водно-болотными угодьями. Управляемые водно-болотные угодья могут быть полезны для очистки и биофильтрации типичных бытовых сточных вод. Перенасыщенная питательными веществами вода может накапливаться в дренажных резервуарах и повторно использоваться для ускорения роста сельскохозяйственных культур, посаженных в почву, или закачиваться обратно в аквапонную систему для пополнения уровня воды.
Аквапоника позволяет существенно экономить водные ресурсы, oсобенно в системах с максимальной рециркуляцией воды. Естественным образом в аквапонике экономятся средства на покупку азотных и фосфоросодержащих удобрений. Детрит — твердые отходы жизнедеятельности рыб — служит прекрасным удобрением.

### Потребление энергии
Аквапонные сооружения зависят в разной степени от энергии, созданной руками человека, технологических решений и экзогенного контроля для поддержания рециркуляции и температуры воды/окружающей среды. Однако если в проекте системы предусмотрено энергосбережение, использование альтернативных источников энергии и уменьшенное количество насосов, пропускающих поток воды вниз в максимально возможной степени, это может быть очень эффективным в плане экономии электропотребления. В то время как тщательное проектирование может свести к минимуму риски, аквапонная система может иметь несколько «точек отказа», где такие проблемы, как отказ электрооборудования или закупорка трубы, могут привести к абсолютной потере рыбных запасов.
В аквапонике циркуляция воды в необходимых объёмах осуществляется насосами. Умелый расчёт уровней, на которых находятся элементы системы, может значительно сократить энергозатраты.
Самые современные аквапонные установки оснащаются электронными автоматизированными системами контроля и оповещения, регулирования всех жизненно важных показателей.

## Примеры аквапонных систем
Карибский остров Барбадос выступил с инициативой начать создавать аквапонные системы дома, с доходов от продажи продукции для туристов в целях сокращения растущей зависимости от импорта продовольствия.
В Бангладеш, самой густонаселённой стране мира, большинство фермеров используют агрохимикаты для увеличения производства продовольствия и его срока хранения, хотя в стране отсутствует надзор за уровнем безопасности химических веществ в пищевых продуктах, предназначенных для потребления человеком. В борьбе с этим вопросом на Кафедре Аквакультуры в Бангладешском Аграрном Университете в Маймансингхе команда под руководством профессора доктора М. А. Салама создала планы недорогой аквапонной системы обеспечивающей не содержащую химикатов продукцией и рыбой людей, живущих в неблагоприятных климатических условиях, таких как склонных к солёности южных районах и подверженных наводнениям районы хаора в восточном регионе. Работа Доктора Самала сформировала новый вид натурального сельского хозяйства для микропроизводственных задач в обществе и личных целей, тогда как проектные работы Чоудхари (Chowdhury) и Граффа (Graff) направлены исключительно на прибыль, последний из этих двух подходов используется преимущественно в экономике масштабов (экономия, обусловленная ростом масштаба производства).
Более чем треть палестинских сельскохозяйственных земель в Секторе Газа превратились в буферную зону Израиля, где возможно использовать в садоводстве аквапонную систему на крышах в городе Газа.
Создана некоммерческая организация «Растущая мощь (англ. Growing Power)», которая предоставляет возможности трудоустройства молодежи в Милуоки, что является благоприятной возможностью обучаться, в то время как выращиваешь пищу для своей общины. Это породило несколько аналогичных проектов в других городах, таких как Новый Орлеан, где сообщество вьетнамских рыбаков пострадало от разлива нефти в Мексиканском заливе, в Южном Бронксе, в Нью-Йорке.
«Whispering Roots» — некоммерческая организация в Омахе, штат Небраска, которая обеспечивает свежей, полезной едой для социально и экономически неблагополучных жителей с помощью аквапоники, гидропоники и городского сельского хозяйства.
Кроме того, аквапонные садоводы всего мира собрались в интернет-сообщество, чтобы поделиться своим опытом и содействовать развитию этой форме садоводства[20], а также созданию обширных ресурсов о том, как построить аквапонную систему дома.
В последнее время аквапоника движется в сторону систем домашнего производства. В таких городах, как Чикаго, предприниматели используют вертикальные конструкции для выращивания продуктов круглый год. Сочетание аквапоники и этих сооружений может использоваться для выращивания продуктов круглый год с минимальными отходами.